# A. H. Almaas
Hameed Ali Almaas ist das literarische Pseudonym von Abdul Hameed Al Ali (arabisch عبدال حميد أل علي) (geb. 1944 in Kuwait), einem kuwaitisch-US-amerikanischen Schriftsteller und spirituellen Lehrer, der einen eigenen Ansatz zur spirituellen Entwicklung begründete und lehrt. Al Ali studierte zunächst Physik bis zur Promotion. Sein Ansatz beruht unter anderem auf Erkenntnissen aus der Psychologie und therapeutischen Verfahren und wird als der „Diamantansatz“ (englisch Diamond Approach) bezeichnet.
Sein persönlicher Autorenname rührt von dem Wort für arabisch ألماس 'almas Diamant her. Er ist das spirituelle Oberhaupt der Ridhwan-Schule. Diese betont das spirituelle Prinzip einer rigorosen (Selbst-)Erforschung, (englisch inquiry).

## Leben und Wirken
Al Ali lebte bis zu seinem achtzehnten Lebensjahr in Kuwait. Wo er in einer traditionellen islamischen Familie aufwuchs. Im Alter von 18 Monaten erkrankte er an Kinderlähmung (Poliomyelitis) und nutzt seither eine Gehhilfe zu seiner Fortbewegung. Im Jahre 1963 zog Al Ali in die USA, um an der University of California in Berkeley zu studieren. Al Ali arbeitete an seiner Promotion in der naturwissenschaftlichen Disziplin Physik, als es zu einem Wendepunkt in seiner Biographie kam, der ihn dazu brachte, die psychologischen und spirituellen Aspekte der „menschlichen Natur“ zu hinterfragen. Al Ali gab das Studium jedoch auf, denn, so habe er festgestellt, dass ihm die Wissenschaft keine Antworten auf die „tiefen Fragen des Lebens“ böte.
Er besuchte in den späten 60er Jahren einen Workshop am Esalen-Institut in Big Sur, Kalifornien. Wo er dann, in der Folge, mit verschiedenen angebotenen Disziplinen in Kontakt kam. Im Jahre 1971 schloss er sich einer bestehenden Gruppe an, die vom chilenischen Psychiater Claudio Naranjo in Berkeley unterrichtet wurde. Die Arbeit war eine Mischung aus Körperarbeit, Gestalttherapie, Meditationspraktiken und dem Persönlichkeitstypisierungssystem Enneagramm. Das Esalen-Institut brachte durch seinen Versuch eine Verbindung zwischen den östlichen und westlichen Philosophien und Denkschulen zu errichten sowie seinen experimentellen und didaktischen Workshops einen stetigen Zustrom von interessierten und inspirierten Philosophen, Psychologen, Künstlern und religiösen Denkern hervor.

## Struktur der Wirklichkeit, „Diamond Approach“
Almaas anhaltendes Interesse an den psychologischen und spirituellen Aspekten im menschlichen Leben und der „wahren Natur der Realität“ führte ihn, mit weiteren Akteuren, zur Schaffung und Entwicklung des „Diamond Approach“ (deutsch „diamantener Ansatz“). Karen Johnson, Linda Krier und Faisal Muqaddam (* 1946) u. a. m. waren Mitgestalter aus dieser Zeit.
Der Diamond Approach verwendet Methoden, die seine Gründer von Claudio Naranjo gelernt hatten. Claudio Naranjo war ein Schüler von Oscar Ichazo, brachte einen Teil von Ichazos Lehren in eine breitere Leserschaft.
Der „Diamant-Ansatz“ folgt einem synkretistischen Ansatz, in ihm wird die Wirklichkeit aus drei Elementen bestehend betrachtet:
- Göttliche/Sein/Geist,
- Seele/Selbst und
- Welt/Kosmos.

Das „Sein“ wird als die innere Quelle und wahre Natur der Wirklichkeit verstanden, die im Mittelpunkt der großen spirituellen Traditionen des Ostens und des Westens steht und als Dharmakaya, Shunyata, Brahman oder Tao bekannt ist.
Das „Sein“ wird als aus fünf gleichzeitig entstehenden „grenzenlosen Dimensionen“ bestehend verstanden: „göttliche Liebe“, „reine Präsenz“, „nicht-konzeptuelles Bewusstsein“, der „Logos“ und das „Absolute“.
Unter „Seele“ wird das individuelle Bewusstsein verstanden, das die Welt mit dem Sein verbindet, eine Idee, die in der alten chinesischen Philosophie zu finden ist. Der „Diamond Approach“ geht davon aus, dass die Seele als lebendige Präsenz erfahren werden kann, die die Gedanken, Gefühle und Empfindungen enthält, die üblicherweise als unser „Selbst“ bezeichnet werden.
Unter „Welt“ wird die äußere Manifestation der Wirklichkeit verstanden, die Vielzahl der physischen Formen, die allen Menschen vertraut sind.

## „Essenz“ und ihre Aspekte
Während die meisten spirituellen Wege das Sein als universell begreifen, widmet sich der Diamant-Ansatz, auf eine individuelleren Art der „Seinserfahrung“ große Aufmerksamkeit, die auch als „Essenz“ bezeichnet wird. Das „Konzept der Essenz“ ähnelt der hinduistischen Idee des Atman. Während das Sein die wahre Natur der gesamten Realität ist, ist die „Essenz“ der Teil davon, der die wahre und persönliche Natur der Seele bildet. Sie soll als substantielle, fließende Präsenz erfahrbar sein, die sich in verschiedene Qualitäten oder Aspekte differenzieren kann, wie etwa Mitgefühl, Stärke, Wille, Freude, Frieden, Liebe, Wert, Menschlichkeit, Persönlichkeit, Identität und Raum.

## Theorie der „Löcher“
Während sich die „Seele“ entwickelt, stünde sie vor einer doppelten Herausforderung: Sie müsse lernen, in der Welt zu funktionieren und gleichzeitig mit dem Geist verbunden zu bleiben. Aus verschiedenen Gründen, einige davon sind angeboren, andere umweltbedingt, entfremde sich der Mensch langsam von seiner „Essenz“ insbesondere durch die Entwicklung fester Wahrnehmungs- und Verhaltensmuster, die gemeinhin als Persönlichkeit oder Ego bezeichnet werden. Jedes dieser Muster oder Ego-Strukturen trenne den Menschen von einem bestimmten wesentlichen Aspekt. Mit anderen Worten, es ist um das „Loch“ (englisch theory of holes) dieses Aspekts herum aufgebaut. Indem der Aspirant seine Struktur sowohl kognitiv als auch erfahrungsmäßig erforscht, würde er schließlich mit dem „Loch“ konfrontiert werden und indem er hindurchginge, würde der verlorene Aspekt zurückgewonnen werden.

## Präsenz und Untersuchung des Selbst
Die als „Präsenz“ (englisch presence) bezeichnete Praxis basiert auf zwei Methoden: Der Aspirant lernt, seinen Körper (vor allem Arme und Beine) kontinuierlich zu spüren und konzentriert seine Aufmerksamkeit regelmäßig auf einen Punkt im Bauch, der als „Kath-Zentrum“ bezeichnet wird (in der chinesischen Philosophie als Dantian und in der japanischen Kultur als Hara bekannt). Diese Methoden sollen der Person helfen, sich stärker im Körper und in der physischen Realität zu verankern und mit der Zeit auch die Fähigkeit zu entwickeln, sich selbst als Präsenz der „Essenz“ zu erfahren.
Der „Diamond-Ansatz“ konzentriert sich auf die Praxis der „Untersuchung des Selbst“ (englisch inquiry ‚Untersuchung‘ ‚Befragung‘ ‚Ermittlung‘), der Erfahrung und der Wahrnehmung. „Inquiry“ beantwortet die von Sokrates gestellte Frage: „Wie wird das, worüber man nichts weiß, zum Gegenstand seiner Untersuchung gestellt?“ (Platon, Apologie des Sokrates 23b, 29b). Der Aspirant beginnt mit dem Wunsch, es herauszufinden, indem man eine Frage lebt, während man Vorurteile, Voraussetzungen und Erwartungen hinsichtlich der Art dessen, was man lernen kann, erkennt und sich stattdessen auf seine unmittelbare oder gegenwärtige Erfahrung konzentriert. Obwohl in den Texten Almaas nicht explizit darauf hingewiesen wird, ähnelt die Technik des „Inquiry“ der Praxis von Edmund Husserls „transzendentaler phänomenologischer Reduktion oder Epoche“ oder der psychodynamischer Erforschung von Sigmund Freud. Wobei das „Inquiry“ als Untersuchungsprozess über die bloße Versprachlichung hinausgeht. Ein wichtiges Aspekt des „Inquiry“ besteht darin, dass der Aspirant lernt, sich sowohl des Inhalts der Erfahrung (Emotionen, Gedanken, Empfindungen) als auch der Einstellungen und Reaktionen darauf bewusst zu werden. Auf diese Weise würde die Subjekt-Objekt-Dichotomie überwunden werden und der Aspirant lernte, mit sich selbst in Beziehung zu treten, ohne innere Spaltungen erzeugen zu müssen.
Beim Praktizieren des „Inquiries“ geht es darum, der Wahrheit der inneren Welt mit freundlicher Neugier und Interesse auf eine unmittelbar erfahrbare Weise zu erkunden.
In der zentralen Übung verwendet der Aspirant verschiedene Meditationspraktiken und beginnt mit einer Konzentrationsmeditation, um dauerhaft mit seiner inneren Welt in Austausch treten zu können.

## Ridhwan-Schule
Die Ridhwan-Schule ist ein lockerer Zusammenschluss spiritueller Gruppen, die 1976 von Almaas gegründet wurden. Die Schule widmet sich der Lehre des Diamond Approach. Sie hat ihren Sitz hauptsächlich in Berkeley, Kalifornien und Boulder, Colorado, mit weiteren Gruppen in ganz Nordamerika und in Teilen Europas und Australiens. Almaas ist das spirituelle Oberhaupt der Schule und die einzelnen Gruppen werden von qualifizierten Ridhwan-Lehrern unterrichtet. Der Name der Schule leitet sich vom arabischen Wort für „Zufriedenheit“ (arabisch إشباع 'iishbae) ab:
Ridhwan ist eine Art Zufriedenheit, die entstünde, wenn der Mensch befreit ist. Die Persönlichkeit würde einen Zustand der Zufriedenheit erreichen, wenn sie frei wäre. Damit würde die Persönlichkeit selbst frei von Leiden und Konflikten werden.
Die Schule lehnt dabei „schnelle Lösungen“ und Abschlüsse ab und die Aspiranten oder Schüler sind für einen unbestimmten Zeitraum mit Lernen und innerer Arbeit beschäftigt. Während einige „innere Arbeit“ (oder „spirituelle Arbeit“) als Therapie bezeichnen, macht Almaas mehrere wichtige Unterscheidungen zwischen Therapie und spiritueller Arbeit.

## Rezensionen
Mit den Arbeiten von Almaas setzten sich weitere spirituellen Lehrer und Forscher wie u. a. John Welwood, Gabor Maté, Jack Kornfield und Ken Wilber auseinander.

## Werke (Auswahl)
- The Elixir of Enlightenment. Red Wheel Weiser, Newburyport, Massachusetts 1984, ISBN 978-0-87728-613-4.
- Essence: The Diamond Approach to Inner Realization. Red Wheel Weiser, Newburyport, Massachusetts 1986, ISBN 0-87728-627-2.
- Essence with The Elixir of Enlightenment: The Diamond Approach to Inner Realization. Weiser Books, Newburyport, Massachusetts 1998, ISBN 1-57863-044-4.
- Facets of Unity: The Enneagram of Holy Ideas. Shambhala Publications, Boulder, Colorado 2000, ISBN 978-0-936713-14-4.
- Luminous Night's Journey: An Autobiographical Fragment. Shambhala Publications, Boulder, Colorado 2000, ISBN 978-0-936713-08-3.
- The Inner Journey Home: Soul's Realization of the Unity of Reality. Shambhala Publications, Boulder, Colorado 2004, ISBN 978-1-59030-109-8.
- Runaway Realization. Shambhala Publications, Boulder, Colorado 2014, ISBN 978-1-61180-202-3.
- The Alchemy of Freedom. Shambhala Publications, Boulder, Colorado 2017, ISBN 978-1-61180-446-1.
- Keys to the Enneagram: How to Unlock the Highest Potential of Every Personality Type. Shambhala Publications, Boulder, Colorado 2021, ISBN 978-1-61180-943-5.

- zusammen mit Karen Johnson: The Power of Divine Eros. Shambhala Publications, 2013, ISBN 978-1-61180-083-8.
  - deutsche Übersetzungen (Auswahl)
- Enneagramm – Der Schlüssel zum Erwachen. J. Kamphausen Verlag, Bielefeld 2023, ISBN 978-3-95883-598-6.
- Forschungsreise ins innere Universum. Arbor Verlag, Freiburg 2021, ISBN 978-3-86781-150-7.
- In die Tiefe des Seins. Aurum Verlag, Bielefeld 2017, ISBN 978-3-89901-274-3.
- Das Elixier der Erleuchtung. Arbor-Verlag, Freiamt 2007, ISBN 978-3-936855-63-0.
- Facetten der Einheit. J. Kamphausen, Bielefeld 2004, ISBN 978-3-933496-85-0.